# Gmail
Gmail (Google Mail) višejezična je usluga elektroničke pošte, čavrljanja i međumrežne telefonije korporacije Google Inc. koja u besplatnoj inačici nudi pohranu do 15 gigabajta podataka. Cjelokupna usluga je dostupna putem sučelja, koje poruke koje se nastavljaju jedna na drugu prikazuje kao razgovore, prikazuje oglase povezane s temom prikazanoga razgovora, nudi naprednu pretragu elektroničke pošte itd. Elektroničkoj pošti mogu pristupati i klijenti elektroničke pošte koristeći protokole POP ili IMAP. Prva inačica usluge puštena je u rad 1. travnja, 2004. a nosila je i ime Google Mail. Uslugu danas koristi preko 1,5 milijardi korisnika.

## Vanjske poveznice
- Stranice usluge